# Platypontonia hyotis
Platypontonia hyotis är en kräftdjursart som beskrevs av Hipeau-Jacquotte 1971. Platypontonia hyotis ingår i släktet Platypontonia och familjen Palaemonidae. Inga underarter finns listade i Catalogue of Life.